# La Selve, Aisne
La Selve är en kommun i departementet Aisne i regionen Hauts-de-France i norra Frankrike. Kommunen ligger  i kantonen Sissonne som ligger i arrondissementet Laon. År 2022 hade La Selve 198 invånare.

## Befolkningsutveckling
Antalet invånare i kommunen La Selve
Referens: INSEE